# Nyílt város

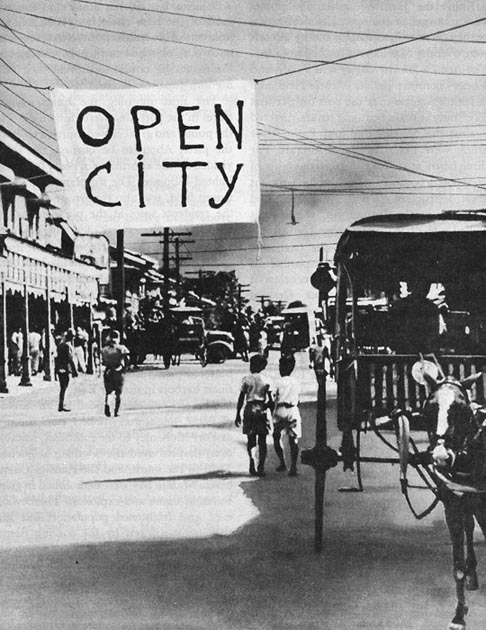
Nyílt város felirat Manilában 1941-ben

A nyílt város olyan települést jelent, amelynek polgári vagy katonai hatóságai úgy döntenek, hogy a közeledő ellenséges erőkkel szemben nem védekeznek, azoknak szabad bevonulást biztosítanak. Ezért a lépésért elvárják a támadóktól, hogy megkíméljék a lakosságot és az épített környezetet.
A nemzetközi jog szerint ilyen várost nem lehet bombázni, tüzérséggel lőni. A támadók nem feltétlenül fogadják el a védők elvárásait. A települést védő csapatok politikai taktikaként is használhatják a város nyílttá nyilvánítását. Megtörténhet az is, hogy korábban védekező, de már az összeomlás szélén álló erők élnek ezzel a lehetőséggel, vagy a védők képesek lennének megvédeni a várost, de nem akarják, hogy az megsemmisüljön a harcokban.
Néhány ismertebb nyílt város a második világháborúból: Krakkó (1939), Brüsszel (1940), Oslo (1940), Párizs (1940), Belgrád (1941), Pinang (1941), Manila (1941), Róma (1944), Athén (1944), Hamburg (1945).

## Fordítás
- Ez a szócikk részben vagy egészben  az   Open City című angol Wikipédia-szócikk fordításán alapul.  Az eredeti cikk szerkesztőit annak laptörténete sorolja fel. Ez a jelzés csupán a megfogalmazás eredetét és a szerzői jogokat jelzi, nem szolgál a cikkben szereplő információk forrásmegjelöléseként.